# 瑞斯·韋伯
瑞斯·韋伯（英語：Rhys Webb；1988年12月9日—）是一位威爾斯橄欖球運動員。他是威爾斯國家橄欖球隊的一員，代表威爾斯參加了2015年橄欖球六國賽的比賽。